# Lunntjärnen
Lunntjärnen är en sjö vid byn Lunne Arnäs socken i Örnsköldsviks kommun i Ångermanland och ingår i Idbyån-Moälvens kustområde.